# 乔纳森·格林纳特
乔纳森·威廉·格林纳特（英語：Jonathan William Greenert，1953年5月15日—），退役美国海军上将，曾任第30任美国海军作战部长及前海军作战副部长，更早，2007年9月29日至2009年7月29日，任美国海军舰队司令部司令，在2004年8月至2006年9月則统帅第7舰队。2011年9月23日任职海军作戰部長至2015年9月18日退役。

## 简历[1]
乔纳森是一个土生土长的宾夕法尼亚巴特勒人，他1975年毕业于美国海军学院，获得海洋工程理学学士学位，并在完成核能学习，后成为一名潜艇军官。
他任职经历包括：在飞鱼号攻击核潜艇（SSN-673）担任电器官；在鲭鱼号攻击核潜艇（SSN-639）担任电子官和作战官；在nr 1号深海潜艇担任工程官；在密歇根号弹道导弹核潜艇（SSBN-727）担任執行官；1991年3月到1993年7月於火奴鲁鲁号攻击核潜艇（SSN-718）任艦長。
随后乔纳森开始指挥舰队，包括：1996年7月到1997年6月，第11潜艇戰队兼太平洋潜艇部队司令部司令；1997年7月，开始担任第7舰队参谋长；1998年10月到1999年12月，美国马里亚纳群岛海军司令部司令;2004年8月到2006年9月，担任第7舰队司令；2007年9月到2009年7月，美国海军舰队司令部司令。
乔纳森还曾在若干支舰队从事支援性和财务管理工作，包括：太平洋潜艇部队司令部参谋部火控官；海军作战部长室规划分析、规划股长；海军作战战略研究组组长；海军參八（N8，能力资源整合）作战副部长；2002年8月到2004年7月，美国太平洋舰队副司令；2000年1月从2002年8月，海军主计室业务处处长。
他最近的职务是2009年8月到2011年8月，担任第36任海军作战副部长。

## 荣誉

### 外国勋章奖章
- 旭日大绶章（日本，2014年4月11日公布[2]）